# WTA Tour 2017
WTA Tour 2017 – sezon profesjonalnych kobiecych turniejów tenisowych organizowanych przez Women’s Tennis Association w 2017 roku. WTA Tour 2017 obejmuje turnieje wielkoszlemowe (organizowane przez Międzynarodową Federację Tenisową), turnieje kategorii WTA Premier Series i WTA International Series, Puchar Federacji (organizowane przez ITF), kończące sezon zawody WTA Elite Trophy i WTA Finals.

## Kalendarz turniejów
| Wielki Szlem             |
| WTA Championships        |
| WTA Premier Mandatory    |
| WTA Premier 5            |
| WTA Premier              |
| WTA International Series |

### Styczeń
| Tydzień | Data        | Turniej                                                                       | Zwyciężczynie                        | Wynik            | Finalistki                           | Półfinalistki                          | Ćwierćfinalistki                                                          |
| ------- | ----------- | ----------------------------------------------------------------------------- | ------------------------------------ | ---------------- | ------------------------------------ | -------------------------------------- | ------------------------------------------------------------------------- |
| 1.      | 2 stycznia  | Brisbane International Brisbane WTA Premier 1 000 000 $ – Twarda              | Karolína Plíšková                    | 6:0, 6:3         | Alizé Cornet                         | Garbiñe Muguruza Elina Switolina       | Dominika Cibulková Angelique Kerber Swietłana Kuzniecowa Roberta Vinci    |
| 1.      | 2 stycznia  | Brisbane International Brisbane WTA Premier 1 000 000 $ – Twarda              | Bethanie Mattek-Sands Sania Mirza    | 6:2, 6:3         | Jekatierina Makarowa Jelena Wiesnina | Garbiñe Muguruza Elina Switolina       | Dominika Cibulková Angelique Kerber Swietłana Kuzniecowa Roberta Vinci    |
| 1.      | 2 stycznia  | ASB Classic Auckland WTA International Series 250 000 $ – Twarda              | Lauren Davis                         | 6:3, 6:1         | Ana Konjuh                           | Julia Görges Jeļena Ostapenko          | Madison Brengle Naomi Ōsaka Barbora Strýcová Caroline Wozniacki           |
| 1.      | 2 stycznia  | ASB Classic Auckland WTA International Series 250 000 $ – Twarda              | Kiki Bertens Johanna Larsson         | 6:2, 6:2         | Demi Schuurs Renata Voráčová         | Julia Görges Jeļena Ostapenko          | Madison Brengle Naomi Ōsaka Barbora Strýcová Caroline Wozniacki           |
| 1.      | 2 stycznia  | Shenzhen Open Shenzhen WTA International Series 750 000 $ – Twarda            | Kateřina Siniaková                   | 6:3, 6:4         | Alison Riske                         | Camila Giorgi Johanna Konta            | Kristýna Plíšková Wang Qiang Agnieszka Radwańska Nina Stojanović          |
| 1.      | 2 stycznia  | Shenzhen Open Shenzhen WTA International Series 750 000 $ – Twarda            | Andrea Hlaváčková Peng Shuai         | 6:1, 7:5         | Raluca Olaru Olha Sawczuk            | Camila Giorgi Johanna Konta            | Kristýna Plíšková Wang Qiang Agnieszka Radwańska Nina Stojanović          |
| 2.      | 9 stycznia  | Apia International Sydney Sydney WTA Premier 776 000 $ – Twarda               | Johanna Konta                        | 6:4, 6:2         | Agnieszka Radwańska                  | Eugenie Bouchard Barbora Strýcová      | Darja Kasatkina Anastasija Pawluczenkowa Caroline Wozniacki Duan Yingying |
| 2.      | 9 stycznia  | Apia International Sydney Sydney WTA Premier 776 000 $ – Twarda               | Tímea Babos Anastasija Pawluczenkowa | 6:4, 6:4         | Sania Mirza Barbora Strýcová         | Eugenie Bouchard Barbora Strýcová      | Darja Kasatkina Anastasija Pawluczenkowa Caroline Wozniacki Duan Yingying |
| 2.      | 9 stycznia  | Hobart International Hobart WTA International Series 250 000 $ – Twarda       | Elise Mertens                        | 6:3, 6:1         | Monica Niculescu                     | Łesia Curenko Jana Fett                | Kiki Bertens Verónica Cepede Royg Risa Ozaki Shelby Rogers                |
| 2.      | 9 stycznia  | Hobart International Hobart WTA International Series 250 000 $ – Twarda       | Raluca Olaru Olha Sawczuk            | 0:6, 6:4, 10–5   | Gabriela Dabrowski Yang Zhaoxuan     | Łesia Curenko Jana Fett                | Kiki Bertens Verónica Cepede Royg Risa Ozaki Shelby Rogers                |
| 3.–4.   | 16 stycznia | Australian Open Melbourne Wielki Szlem 14 835 728 $ – Twarda                  | Serena Williams                      | 6:4, 6:4         | Venus Williams                       | Mirjana Lučić-Baroni Coco Vandeweghe   | Johanna Konta Garbiñe Muguruza Anastasija Pawluczenkowa Karolína Plíšková |
| 3.–4.   | 16 stycznia | Australian Open Melbourne Wielki Szlem 14 835 728 $ – Twarda                  | Bethanie Mattek-Sands Lucie Šafářová | 6:7(4), 6:3, 6:3 | Andrea Hlaváčková Peng Shuai         | Mirjana Lučić-Baroni Coco Vandeweghe   | Johanna Konta Garbiñe Muguruza Anastasija Pawluczenkowa Karolína Plíšková |
| 5.      | 30 stycznia | St. Petersburg Ladies Trophy Petersburg WTA Premier 776 000 $ – Twarda (hala) | Kristina Mladenovic                  | 6:2, 6:7(3), 6:4 | Julija Putincewa                     | Natalja Wichlancewa Dominika Cibulková | Simona Halep Roberta Vinci Swietłana Kuzniecowa Jelena Wiesnina           |
| 5.      | 30 stycznia | St. Petersburg Ladies Trophy Petersburg WTA Premier 776 000 $ – Twarda (hala) | Jeļena Ostapenko Alicja Rosolska     | 3:6, 6:2, 10–5   | Darija Jurak Xenia Knoll             | Natalja Wichlancewa Dominika Cibulková | Simona Halep Roberta Vinci Swietłana Kuzniecowa Jelena Wiesnina           |
| 5.      | 30 stycznia | Taiwan Open Tajpej WTA International Series 250 000 $ – Twarda                | Elina Switolina                      | 6:3, 6:2         | Peng Shuai                           | Mandy Minella Lucie Šafářová           | Uns Dżabir Zhu Lin Misaki Doi Samantha Stosur                             |
| 5.      | 30 stycznia | Taiwan Open Tajpej WTA International Series 250 000 $ – Twarda                | Chan Hao-ching Chan Yung-jan         | 6:4, 6:2         | Lucie Hradecká Kateřina Siniaková    | Mandy Minella Lucie Šafářová           | Uns Dżabir Zhu Lin Misaki Doi Samantha Stosur                             |

### Luty
| Tydzień | Data      | Turniej                                                                            | Zwyciężczynie                        | Wynik            | Finalistki                                | Półfinalistki                         | Ćwierćfinalistki                                                 |
| ------- | --------- | ---------------------------------------------------------------------------------- | ------------------------------------ | ---------------- | ----------------------------------------- | ------------------------------------- | ---------------------------------------------------------------- |
| 7.      | 13 lutego | Qatar Total Open Doha WTA Premier 776 000 $ – Twarda                               | Karolína Plíšková                    | 6:3, 6:4         | Caroline Wozniacki                        | Dominika Cibulková Mónica Puig        | Lauren Davis Darja Kasatkina Zhang Shuai Samantha Stosur         |
| 7.      | 13 lutego | Qatar Total Open Doha WTA Premier 776 000 $ – Twarda                               | Abigail Spears Katarina Srebotnik    | 6:3, 7:6(7)      | Olha Sawczuk Jarosława Szwiedowa          | Dominika Cibulková Mónica Puig        | Lauren Davis Darja Kasatkina Zhang Shuai Samantha Stosur         |
| 8.      | 20 lutego | Dubai Duty Free Tennis Championships Dubaj WTA Premier 5 2 666 000 $ – Twarda      | Elina Switolina                      | 6:4, 6:2         | Caroline Wozniacki                        | Angelique Kerber Anastasija Sevastova | Catherine Bellis Lauren Davis Ana Konjuh Wang Qiang              |
| 8.      | 20 lutego | Dubai Duty Free Tennis Championships Dubaj WTA Premier 5 2 666 000 $ – Twarda      | Jekatierina Makarowa Jelena Wiesnina | 6:2, 4:6, 10–7   | Andrea Hlaváčková Peng Shuai              | Angelique Kerber Anastasija Sevastova | Catherine Bellis Lauren Davis Ana Konjuh Wang Qiang              |
| 8.      | 20 lutego | Hungarian Ladies Open Budapeszt WTA International Series 250 000 $ – Twarda (hala) | Tímea Babos                          | 6:7(4), 6:4, 6:3 | Lucie Šafářová                            | Julia Görges Carina Witthöft          | Annika Beck Océane Dodin Alaksandra Sasnowicz Yanina Wickmayer   |
| 8.      | 20 lutego | Hungarian Ladies Open Budapeszt WTA International Series 250 000 $ – Twarda (hala) | Hsieh Su-wei Oksana Kalasznikowa     | 6:3, 4:6, 10–4   | Arina Rodionowa Galina Woskobojewa        | Julia Görges Carina Witthöft          | Annika Beck Océane Dodin Alaksandra Sasnowicz Yanina Wickmayer   |
| 9.      | 27 lutego | Abierto Mexicano Telcel Acapulco WTA International Series 250 000 $ – Twarda       | Łesia Curenko                        | 6:1, 7:5         | Kristina Mladenovic                       | Mirjana Lučić-Baroni Christina McHale | Kirsten Flipkens Jeļena Ostapenko Pauline Parmentier Mónica Puig |
| 9.      | 27 lutego | Abierto Mexicano Telcel Acapulco WTA International Series 250 000 $ – Twarda       | Darija Jurak Anastasija Rodionowa    | 6:3, 6:2         | Verónica Cepede Royg Mariana Duque Mariño | Mirjana Lučić-Baroni Christina McHale | Kirsten Flipkens Jeļena Ostapenko Pauline Parmentier Mónica Puig |
| 9.      | 27 lutego | Alya WTA Malaysian Open Kuala Lumpur WTA International Series 250 000 $ – Twarda   | Ashleigh Barty                       | 6:3, 6:2         | Nao Hibino                                | Magda Linette Han Xinyun              | Zhang Kailin Lesley Kerkhove Wang Qiang Duan Yingying            |
| 9.      | 27 lutego | Alya WTA Malaysian Open Kuala Lumpur WTA International Series 250 000 $ – Twarda   | Ashleigh Barty Casey Dellacqua       | 7:6(5), 6:3      | Nicole Melichar Makoto Ninomiya           | Magda Linette Han Xinyun              | Zhang Kailin Lesley Kerkhove Wang Qiang Duan Yingying            |

### Marzec
| Tydzień | Data     | Turniej                                                                  | Zwyciężczynie                | Wynik            | Finalistki                        | Półfinalistki                         | Ćwierćfinalistki                                                            |
| ------- | -------- | ------------------------------------------------------------------------ | ---------------------------- | ---------------- | --------------------------------- | ------------------------------------- | --------------------------------------------------------------------------- |
| 10.–11. | 6 marca  | BNP Paribas Open Indian Wells WTA Premier Mandatory 7 669 423 $ – Twarda | Jelena Wiesnina              | 7:6(6), 5:7, 6:4 | Swietłana Kuzniecowa              | Kristina Mladenovic Karolína Plíšková | Garbiñe Muguruza Anastasija Pawluczenkowa Venus Williams Caroline Wozniacki |
| 10.–11. | 6 marca  | BNP Paribas Open Indian Wells WTA Premier Mandatory 7 669 423 $ – Twarda | Chan Yung-jan Martina Hingis | 7:6(4), 6:2      | Lucie Hradecká Kateřina Siniaková | Kristina Mladenovic Karolína Plíšková | Garbiñe Muguruza Anastasija Pawluczenkowa Venus Williams Caroline Wozniacki |
| 12.–13. | 20 marca | Miami Open Miami WTA Premier Mandatory 7 669 423 $ – Twarda              | Johanna Konta                | 6:4, 6:3         | Caroline Wozniacki                | Karolína Plíšková Venus Williams      | Simona Halep Angelique Kerber Mirjana Lučić-Baroni Lucie Šafářová           |
| 12.–13. | 20 marca | Miami Open Miami WTA Premier Mandatory 7 669 423 $ – Twarda              | Gabriela Dabrowski Xu Yifan  | 6:4, 6:3         | Sania Mirza Barbora Strýcová      | Karolína Plíšková Venus Williams      | Simona Halep Angelique Kerber Mirjana Lučić-Baroni Lucie Šafářová           |

### Kwiecień
| Tydzień | Data        | Turniej                                                                           | Zwyciężczynie                        | Wynik            | Finalistki                         | Półfinalistki                         | Ćwierćfinalistki                                                            |
| ------- | ----------- | --------------------------------------------------------------------------------- | ------------------------------------ | ---------------- | ---------------------------------- | ------------------------------------- | --------------------------------------------------------------------------- |
| 14.     | 3 kwietnia  | Volvo Car Open Charleston WTA Premier 776 000 $ – Ceglana                         | Darja Kasatkina                      | 6:3, 6:1         | Jeļena Ostapenko                   | Mirjana Lučić-Baroni Laura Siegemund  | Irina-Camelia Begu Shelby Rogers Anastasija Sevastova Caroline Wozniacki    |
| 14.     | 3 kwietnia  | Volvo Car Open Charleston WTA Premier 776 000 $ – Ceglana                         | Bethanie Mattek-Sands Lucie Šafářová | 6:1, 4:6, 10–7   | Lucie Hradecká Kateřina Siniaková  | Mirjana Lučić-Baroni Laura Siegemund  | Irina-Camelia Begu Shelby Rogers Anastasija Sevastova Caroline Wozniacki    |
| 14.     | 3 kwietnia  | Abierto GNP Seguros Monterrey WTA International Series 250 000 $ – Twarda         | Anastasija Pawluczenkowa             | 6:4, 2:6, 6:1    | Angelique Kerber                   | Caroline Garcia Carla Suárez Navarro  | Tímea Babos Julia Boserup Alizé Cornet Heather Watson                       |
| 14.     | 3 kwietnia  | Abierto GNP Seguros Monterrey WTA International Series 250 000 $ – Twarda         | Nao Hibino Alicja Rosolska           | 6:2, 7:6(4)      | Dalila Jakupović Nadija Kiczenok   | Caroline Garcia Carla Suárez Navarro  | Tímea Babos Julia Boserup Alizé Cornet Heather Watson                       |
| 15.     | 10 kwietnia | Ladies Open Biel Bienne Biel WTA International Series 250 000 $ – Twarda (haal)   | Markéta Vondroušová                  | 6:4, 7:6(6)      | Anett Kontaveit                    | Alaksandra Sasnowicz Barbora Strýcová | Camila Giorgi Julia Görges Elise Mertens Kristýna Plíšková                  |
| 15.     | 10 kwietnia | Ladies Open Biel Bienne Biel WTA International Series 250 000 $ – Twarda (haal)   | Hsieh Su-wei Monica Niculescu        | 5:7, 6:3, 10–7   | Timea Bacsinszky Martina Hingis    | Alaksandra Sasnowicz Barbora Strýcová | Camila Giorgi Julia Görges Elise Mertens Kristýna Plíšková                  |
| 15.     | 10 kwietnia | Claro Open Colsanitas Bogota WTA International Series 250 000 $ – Ceglana         | Francesca Schiavone                  | 6:4, 7:5         | Lara Arruabarrena                  | Johanna Larsson Sara Sorribes Tormo   | Kiki Bertens Sara Errani Aleksandra Krunić Magda Linette                    |
| 15.     | 10 kwietnia | Claro Open Colsanitas Bogota WTA International Series 250 000 $ – Ceglana         | Beatriz Haddad Maia Nadia Podoroska  | 6:3, 7:6(4)      | Verónica Cepede Royg Magda Linette | Johanna Larsson Sara Sorribes Tormo   | Kiki Bertens Sara Errani Aleksandra Krunić Magda Linette                    |
| 17.     | 24 kwietnia | Porsche Tennis Grand Prix Stuttgart WTA Premier 776 000 $ – Ceglana (hala)        | Laura Siegemund                      | 6:1, 2:6, 7:6(5) | Kristina Mladenovic                | Simona Halep Marija Szarapowa         | Anett Kontaveit Karolína Plíšková Anastasija Sevastova Carla Suárez Navarro |
| 17.     | 24 kwietnia | Porsche Tennis Grand Prix Stuttgart WTA Premier 776 000 $ – Ceglana (hala)        | Raquel Atawo Jeļena Ostapenko        | 6:4, 6:4         | Abigail Spears Katarina Srebotnik  | Simona Halep Marija Szarapowa         | Anett Kontaveit Karolína Plíšková Anastasija Sevastova Carla Suárez Navarro |
| 17.     | 24 kwietnia | TEB BNP Paribas Istanbul Cup Stambuł WTA International Series 250 000 $ – Ceglana | Elina Switolina                      | 6:2, 6:4         | Elise Mertens                      | Irina-Camelia Begu Jana Čepelová      | Çağla Büyükakçay Sorana Cîrstea Başak Eraydın Dajana Jastremśka             |
| 17.     | 24 kwietnia | TEB BNP Paribas Istanbul Cup Stambuł WTA International Series 250 000 $ – Ceglana | Dalila Jakupović Nadija Kiczenok     | 7:6(6), 6:2      | Nicole Melichar Elise Mertens      | Irina-Camelia Begu Jana Čepelová      | Çağla Büyükakçay Sorana Cîrstea Başak Eraydın Dajana Jastremśka             |

### Maj
| Tydzień | Data    | Turniej                                                                                        | Zwyciężczynie                        | Wynik            | Finalistki                           | Półfinalistki                             | Ćwierćfinalistki                                                       |
| ------- | ------- | ---------------------------------------------------------------------------------------------- | ------------------------------------ | ---------------- | ------------------------------------ | ----------------------------------------- | ---------------------------------------------------------------------- |
| 18.     | 1 maja  | J&T Banka Prague Open Praga WTA International Series 250 000 $ – Ceglana                       | Mona Barthel                         | 2:6, 7:5, 6:2    | Kristýna Plíšková                    | Jeļena Ostapenko Barbora Strýcová         | Camila Giorgi Beatriz Haddad Maia Ana Konjuh Kateřina Siniaková        |
| 18.     | 1 maja  | J&T Banka Prague Open Praga WTA International Series 250 000 $ – Ceglana                       | Anna-Lena Grönefeld Květa Peschke    | 6:4, 7:6(3)      | Lucie Hradecká Kateřina Siniaková    | Jeļena Ostapenko Barbora Strýcová         | Camila Giorgi Beatriz Haddad Maia Ana Konjuh Kateřina Siniaková        |
| 18.     | 1 maja  | Grand Prix de SAR La Princesse Lalla Meryem Rabat WTA International Series 250 000 $ – Ceglana | Anastasija Pawluczenkowa             | 7:5, 7:5         | Francesca Schiavone                  | Sara Errani Varvara Lepchenko             | Catherine Bellis Lauren Davis Darja Gawriłowa Tatjana Maria            |
| 18.     | 1 maja  | Grand Prix de SAR La Princesse Lalla Meryem Rabat WTA International Series 250 000 $ – Ceglana | Tímea Babos Andrea Hlaváčková        | 2:6, 6:3, 10–5   | Nina Stojanović Maryna Zanewśka      | Sara Errani Varvara Lepchenko             | Catherine Bellis Lauren Davis Darja Gawriłowa Tatjana Maria            |
| 19.     | 8 maja  | Mutua Madrid Open Madryt WTA Premier Mandatory 5 924 318 € – Ceglana                           | Simona Halep                         | 7:5, 6:7(5), 6:2 | Kristina Mladenovic                  | Swietłana Kuzniecowa Anastasija Sevastova | Kiki Bertens Eugenie Bouchard Sorana Cîrstea Coco Vandeweghe           |
| 19.     | 8 maja  | Mutua Madrid Open Madryt WTA Premier Mandatory 5 924 318 € – Ceglana                           | Chan Yung-jan Martina Hingis         | 6:4, 6:3         | Tímea Babos Andrea Hlaváčková        | Swietłana Kuzniecowa Anastasija Sevastova | Kiki Bertens Eugenie Bouchard Sorana Cîrstea Coco Vandeweghe           |
| 20.     | 15 maja | Internazionali BNL d’Italia Rzym WTA Premier 5 3 076 495 € – Ceglana                           | Elina Switolina                      | 4:6, 7:5, 6:1    | Simona Halep                         | Kiki Bertens Garbiñe Muguruza             | Anett Kontaveit Darja Gawriłowa Venus Williams Karolína Plíšková       |
| 20.     | 15 maja | Internazionali BNL d’Italia Rzym WTA Premier 5 3 076 495 € – Ceglana                           | Chan Yung-jan Martina Hingis         | 7:5, 7:6(4)      | Jekatierina Makarowa Jelena Wiesnina | Kiki Bertens Garbiñe Muguruza             | Anett Kontaveit Darja Gawriłowa Venus Williams Karolína Plíšková       |
| 21.     | 22 maja | Internationaux de Strasbourg Strasburg WTA International Series 250 000 $ – Ceglana            | Samantha Stosur                      | 5:7, 6:4, 6:3    | Darja Gawriłowa                      | Caroline Garcia Peng Shuai                | Ashleigh Barty Kristýna Plíšková Shelby Rogers Carla Suárez Navarro    |
| 21.     | 22 maja | Internationaux de Strasbourg Strasburg WTA International Series 250 000 $ – Ceglana            | Ashleigh Barty Casey Dellacqua       | 6:4, 6:2         | Chan Hao-ching Chan Yung-jan         | Caroline Garcia Peng Shuai                | Ashleigh Barty Kristýna Plíšková Shelby Rogers Carla Suárez Navarro    |
| 21.     | 22 maja | Nürnberger Versicherungscup Norymberga WTA International Series 250 000 $ – Ceglana            | Kiki Bertens                         | 6:2, 6:1         | Barbora Krejčíková                   | Sorana Cîrstea Misaki Doi                 | Julija Putincewa Alison Riske Jarosława Szwiedowa Carina Witthöft      |
| 21.     | 22 maja | Nürnberger Versicherungscup Norymberga WTA International Series 250 000 $ – Ceglana            | Nicole Melichar Anna Smith           | 3:6, 6:3, 11–9   | Kirsten Flipkens Johanna Larsson     | Sorana Cîrstea Misaki Doi                 | Julija Putincewa Alison Riske Jarosława Szwiedowa Carina Witthöft      |
| 22.–23. | 29 maja | French Open Paryż Wielki Szlem 12 780 000 € – Ceglana                                          | Jeļena Ostapenko                     | 4:6, 6:4, 6:3    | Simona Halep                         | Timea Bacsinszky Karolína Plíšková        | Caroline Garcia Kristina Mladenovic Elina Switolina Caroline Wozniacki |
| 22.–23. | 29 maja | French Open Paryż Wielki Szlem 12 780 000 € – Ceglana                                          | Bethanie Mattek-Sands Lucie Šafářová | 6:2, 6:1         | Ashleigh Barty Casey Dellacqua       | Timea Bacsinszky Karolína Plíšková        | Caroline Garcia Kristina Mladenovic Elina Switolina Caroline Wozniacki |

### Czerwiec
| Tydzień | Data       | Turniej                                                                         | Zwyciężczynie                       | Wynik            | Finalistki                           | Półfinalistki                       | Ćwierćfinalistki                                                    |
| ------- | ---------- | ------------------------------------------------------------------------------- | ----------------------------------- | ---------------- | ------------------------------------ | ----------------------------------- | ------------------------------------------------------------------- |
| 24.     | 12 czerwca | Aegon Open Nottingham Nottingham WTA International Series 250 000 $ – Trawiasta | Donna Vekić                         | 2:6, 7:6(3), 7:5 | Johanna Konta                        | Magdaléna Rybáriková Lucie Šafářová | Kristie Ahn Ashleigh Barty Cwetana Pironkowa Maria Sakari           |
| 24.     | 12 czerwca | Aegon Open Nottingham Nottingham WTA International Series 250 000 $ – Trawiasta | Monique Adamczak Storm Sanders      | 6:4, 4:6, 10–4   | Jocelyn Rae Laura Robson             | Magdaléna Rybáriková Lucie Šafářová | Kristie Ahn Ashleigh Barty Cwetana Pironkowa Maria Sakari           |
| 24.     | 12 czerwca | Ricoh Open ’s-Hertogenbosch WTA International Series 250 000 $ – Trawiasta      | Anett Kontaveit                     | 6:2, 6:3         | Natalja Wichlancewa                  | Łesia Curenko Ana Konjuh            | Kristina Mladenovic Jewgienija Rodina Arantxa Rus Carina Witthöft   |
| 24.     | 12 czerwca | Ricoh Open ’s-Hertogenbosch WTA International Series 250 000 $ – Trawiasta      | Dominika Cibulková Kirsten Flipkens | 4:6, 6:4, 10–6   | Kiki Bertens Demi Schuurs            | Łesia Curenko Ana Konjuh            | Kristina Mladenovic Jewgienija Rodina Arantxa Rus Carina Witthöft   |
| 25.     | 19 czerwca | Aegon Classic Birmingham Birmingham WTA Premier 885 000 $ – Trawiasta           | Petra Kvitová                       | 4:6, 6:3, 6:2    | Ashleigh Barty                       | Garbiñe Muguruza Lucie Šafářová     | Darja Gawriłowa Camila Giorgi Kristina Mladenovic Coco Vandeweghe   |
| 25.     | 19 czerwca | Aegon Classic Birmingham Birmingham WTA Premier 885 000 $ – Trawiasta           | Ashleigh Barty Casey Dellacqua      | 6:1, 2:6, 10–8   | Chan Hao-ching Zhang Shuai           | Garbiñe Muguruza Lucie Šafářová     | Darja Gawriłowa Camila Giorgi Kristina Mladenovic Coco Vandeweghe   |
| 25.     | 19 czerwca | Mallorca Open Majorka WTA International Series 250 000 $ – Trawiasta            | Anastasija Sevastova                | 6:4, 3:6, 6:3    | Julia Görges                         | Catherine Bellis Caroline Garcia    | Ana Konjuh Sabine Lisicki Kristýna Plíšková Roberta Vinci           |
| 25.     | 19 czerwca | Mallorca Open Majorka WTA International Series 250 000 $ – Trawiasta            | Chan Yung-jan Martina Hingis        | walkower         | Jelena Janković Anastasija Sevastova | Catherine Bellis Caroline Garcia    | Ana Konjuh Sabine Lisicki Kristýna Plíšková Roberta Vinci           |
| 26.     | 26 czerwca | Aegon International Eastbourne Eastbourne WTA Premier 819 000 $ – Trawiasta     | Karolína Plíšková                   | 6:4, 6:4         | Caroline Wozniacki                   | Johanna Konta Heather Watson        | Simona Halep Angelique Kerber Swietłana Kuzniecowa Barbora Strýcová |
| 26.     | 26 czerwca | Aegon International Eastbourne Eastbourne WTA Premier 819 000 $ – Trawiasta     | Chan Yung-jan Martina Hingis        | 6:3, 7:5         | Ashleigh Barty Casey Dellacqua       | Johanna Konta Heather Watson        | Simona Halep Angelique Kerber Swietłana Kuzniecowa Barbora Strýcová |

### Lipiec
| Tydzień | Data     | Turniej                                                                          | Zwyciężczynie                        | Wynik             | Finalistki                        | Półfinalistki                         | Ćwierćfinalistki                                                           |
| ------- | -------- | -------------------------------------------------------------------------------- | ------------------------------------ | ----------------- | --------------------------------- | ------------------------------------- | -------------------------------------------------------------------------- |
| 27.–28. | 3 lipca  | Wimbledon Londyn Wielki Szlem 11 174 883 £ – Trawiasta                           | Garbiñe Muguruza                     | 7:5, 6:0          | Venus Williams                    | Johanna Konta Magdaléna Rybáriková    | Simona Halep Swietłana Kuzniecowa Jeļena Ostapenko Coco Vandeweghe         |
| 27.–28. | 3 lipca  | Wimbledon Londyn Wielki Szlem 11 174 883 £ – Trawiasta                           | Jekatierina Makarowa Jelena Wiesnina | 6:0, 6:0          | Chan Hao-ching Monica Niculescu   | Johanna Konta Magdaléna Rybáriková    | Simona Halep Swietłana Kuzniecowa Jeļena Ostapenko Coco Vandeweghe         |
| 29.     | 17 lipca | BRD Bucharest Open Bukareszt WTA International Series 250 000 $ – Ceglana        | Irina-Camelia Begu                   | 6:3, 7:5          | Julia Görges                      | Ana Bogdan Carla Suárez Navarro       | Anastasija Sevastova Alexandra Dulgheru Pauline Parmentier Tatjana Maria   |
| 29.     | 17 lipca | BRD Bucharest Open Bukareszt WTA International Series 250 000 $ – Ceglana        | Irina-Camelia Begu Raluca Olaru      | 6:3, 6:3          | Elise Mertens Demi Schuurs        | Ana Bogdan Carla Suárez Navarro       | Anastasija Sevastova Alexandra Dulgheru Pauline Parmentier Tatjana Maria   |
| 29.     | 17 lipca | Ladies Championship Gstaad Gstaad WTA International Series 250 000 $ – Ceglana   | Kiki Bertens                         | 6:4, 3:6, 6:1     | Anett Kontaveit                   | Tereza Martincová Sara Sorribes Tormo | Antonia Lottner Carina Witthöft Tamara Korpatsch Johanna Larsson           |
| 29.     | 17 lipca | Ladies Championship Gstaad Gstaad WTA International Series 250 000 $ – Ceglana   | Kiki Bertens Johanna Larsson         | 7:6(4), 4:6, 10–7 | Viktorija Golubic Nina Stojanović | Tereza Martincová Sara Sorribes Tormo | Antonia Lottner Carina Witthöft Tamara Korpatsch Johanna Larsson           |
| 30.     | 24 lipca | Ericsson Open Båstad WTA International Series 250 000 $ – Ceglana                | Kateřina Siniaková                   | 6:3, 6:4          | Caroline Wozniacki                | Caroline Garcia Elise Mertens         | Kateryna Kozłowa Barbora Krejčíková Aleksandra Krunić Anastasija Sevastova |
| 30.     | 24 lipca | Ericsson Open Båstad WTA International Series 250 000 $ – Ceglana                | Quirine Lemoine Arantxa Rus          | 3:6, 6:3, 10–8    | María Irigoyen Barbora Krejčíková | Caroline Garcia Elise Mertens         | Kateryna Kozłowa Barbora Krejčíková Aleksandra Krunić Anastasija Sevastova |
| 30.     | 24 lipca | Jiangxi Women’s Tennis Open Nanchang WTA International Series 250 000 $ – Twarda | Peng Shuai                           | 6:3, 6:2          | Nao Hibino                        | Han Xinyun Wang Yafan                 | Lu Jingjing Zhu Lin Arina Rodionowa Hsieh Su-wei                           |
| 30.     | 24 lipca | Jiangxi Women’s Tennis Open Nanchang WTA International Series 250 000 $ – Twarda | Jiang Xinyu Tang Qianhui             | 6:3, 6:2          | Ałła Kudriawcewa Arina Rodionowa  | Han Xinyun Wang Yafan                 | Lu Jingjing Zhu Lin Arina Rodionowa Hsieh Su-wei                           |
| 31.     | 31 lipca | Bank of the West Classic Stanford WTA Premier 776 000 $ – Twarda                 | Madison Keys                         | 7:6(4), 6:4       | Coco Vandeweghe                   | Catherine Bellis Garbiñe Muguruza     | Łesia Curenko Ana Konjuh Petra Kvitová Anastasija Pawluczenkowa            |
| 31.     | 31 lipca | Bank of the West Classic Stanford WTA Premier 776 000 $ – Twarda                 | Abigail Spears Coco Vandeweghe       | 6:2, 6:3          | Alizé Cornet Alicja Rosolska      | Catherine Bellis Garbiñe Muguruza     | Łesia Curenko Ana Konjuh Petra Kvitová Anastasija Pawluczenkowa            |
| 31.     | 31 lipca | Citi Open Waszyngton WTA International Series 250 000 $ – Twarda                 | Jekatierina Makarowa                 | 3:6, 7:6(2), 6:0  | Julia Görges                      | Océane Dodin Andrea Petković          | Bianca Andreescu Simona Halep Sabine Lisicki Monica Niculescu              |
| 31.     | 31 lipca | Citi Open Waszyngton WTA International Series 250 000 $ – Twarda                 | Shūko Aoyama Renata Voráčová         | 6:3, 6:2          | Eugenie Bouchard Sloane Stephens  | Océane Dodin Andrea Petković          | Bianca Andreescu Simona Halep Sabine Lisicki Monica Niculescu              |

### Sierpień
| Tydzień | Data        | Turniej                                                               | Zwyciężczynie                        | Wynik          | Finalistki                        | Półfinalistki                     | Ćwierćfinalistki                                                   |
| ------- | ----------- | --------------------------------------------------------------------- | ------------------------------------ | -------------- | --------------------------------- | --------------------------------- | ------------------------------------------------------------------ |
| 32.     | 7 sierpnia  | Rogers Cup Toronto WTA Premier 5 2 804 000 $ – Twarda                 | Elina Switolina                      | 6:4, 6:0       | Caroline Wozniacki                | Simona Halep Sloane Stephens      | Caroline Garcia Garbiñe Muguruza Karolína Plíšková Lucie Šafářová  |
| 32.     | 7 sierpnia  | Rogers Cup Toronto WTA Premier 5 2 804 000 $ – Twarda                 | Jekatierina Makarowa Jelena Wiesnina | 6:0, 6:4       | Anna-Lena Grönefeld Květa Peschke | Simona Halep Sloane Stephens      | Caroline Garcia Garbiñe Muguruza Karolína Plíšková Lucie Šafářová  |
| 33.     | 14 sierpnia | Western & Southern Open Cincinnati WTA Premier 5 2 804 000 $ – Twarda | Garbiñe Muguruza                     | 6:1, 6:0       | Simona Halep                      | Karolína Plíšková Sloane Stephens | Julia Görges Johanna Konta Swietłana Kuzniecowa Caroline Wozniacki |
| 33.     | 14 sierpnia | Western & Southern Open Cincinnati WTA Premier 5 2 804 000 $ – Twarda | Chan Yung-jan Martina Hingis         | 4:6, 6:4, 10–7 | Hsieh Su-wei Monica Niculescu     | Karolína Plíšková Sloane Stephens | Julia Görges Johanna Konta Swietłana Kuzniecowa Caroline Wozniacki |
| 34.     | 21 sierpnia | Connecticut Open New Haven WTA Premier 761 000 $ – Twarda             | Darja Gawriłowa                      | 4:6, 6:3, 6:4  | Dominika Cibulková                | Elise Mertens Agnieszka Radwańska | Kirsten Flipkens Anastasija Pawluczenkowa Peng Shuai Zhang Shuai   |
| 34.     | 21 sierpnia | Connecticut Open New Haven WTA Premier 761 000 $ – Twarda             | Gabriela Dabrowski Xu Yifan          | 3:6, 6:3, 10–8 | Ashleigh Barty Casey Dellacqua    | Elise Mertens Agnieszka Radwańska | Kirsten Flipkens Anastasija Pawluczenkowa Peng Shuai Zhang Shuai   |
| 35.–36. | 28 sierpnia | US Open Nowy Jork Wielki Szlem 11 517 008 $ – Twarda                  | Sloane Stephens                      | 6:3, 6:0       | Madison Keys                      | Coco Vandeweghe Venus Williams    | Kaia Kanepi Petra Kvitová Karolína Plíšková Anastasija Sevastova   |
| 35.–36. | 28 sierpnia | US Open Nowy Jork Wielki Szlem 11 517 008 $ – Twarda                  | Chan Yung-jan Martina Hingis         | 6:3, 6:2       | Lucie Hradecká Kateřina Siniaková | Coco Vandeweghe Venus Williams    | Kaia Kanepi Petra Kvitová Karolína Plíšková Anastasija Sevastova   |

### Wrzesień
| Tydzień | Data        | Turniej                                                                                 | Zwyciężczynie                              | Wynik               | Finalistki                         | Półfinalistki                      | Ćwierćfinalistki                                                      |
| ------- | ----------- | --------------------------------------------------------------------------------------- | ------------------------------------------ | ------------------- | ---------------------------------- | ---------------------------------- | --------------------------------------------------------------------- |
| 37.     | 11 września | Coupe Banque Nationale Québec WTA International Series 250 000 $ – Dywanowa (hala)      | Alison Van Uytvanck                        | 5:7, 6:4, 6:1       | Tímea Babos                        | Lucie Šafářová Tatjana Maria       | Lucie Hradecká Françoise Abanda Sachia Vickery Caroline Dolehide      |
| 37.     | 11 września | Coupe Banque Nationale Québec WTA International Series 250 000 $ – Dywanowa (hala)      | Tímea Babos Andrea Hlaváčková              | 6:3, 6:1            | Bianca Andreescu Carson Branstine  | Lucie Šafářová Tatjana Maria       | Lucie Hradecká Françoise Abanda Sachia Vickery Caroline Dolehide      |
| 37.     | 11 września | Japan Women’s Open Tennis Tokio WTA International Series 250 000 $ – Twarda             | Zarina Dijas                               | 6:2, 7:5            | Miyu Katō                          | Jana Fett Christina McHale         | Aleksandra Krunić Elise Mertens Julija Putincewa Wang Qiang           |
| 37.     | 11 września | Japan Women’s Open Tennis Tokio WTA International Series 250 000 $ – Twarda             | Shūko Aoyama Yang Zhaoxuan                 | 6:0, 2:6, 10–5      | Monique Adamczak Storm Sanders     | Jana Fett Christina McHale         | Aleksandra Krunić Elise Mertens Julija Putincewa Wang Qiang           |
| 38.     | 18 września | Toray Pan Pacific Open Tokio WTA Premier 1 000 000 $ – Twarda                           | Caroline Wozniacki                         | 6:0, 7:5            | Anastasija Pawluczenkowa           | Angelique Kerber Garbiñe Muguruza  | Dominika Cibulková Caroline Garcia Karolína Plíšková Barbora Strýcová |
| 38.     | 18 września | Toray Pan Pacific Open Tokio WTA Premier 1 000 000 $ – Twarda                           | Andreja Klepač María José Martínez Sánchez | 6:3, 6:2            | Darja Gawriłowa Darja Kasatkina    | Angelique Kerber Garbiñe Muguruza  | Dominika Cibulková Caroline Garcia Karolína Plíšková Barbora Strýcová |
| 38.     | 18 września | Guangzhou International Women’s Open Kanton WTA International Series 250 000 $ – Twarda | Zhang Shuai                                | 6:2, 3:6, 6:2       | Aleksandra Krunić                  | Jewgienija Rodina Yanina Wickmayer | Lizette Cabrera Alizé Cornet Kateryna Kozłowa Rebecca Peterson        |
| 38.     | 18 września | Guangzhou International Women’s Open Kanton WTA International Series 250 000 $ – Twarda | Elise Mertens Demi Schuurs                 | 6:2, 6:3            | Monique Adamczak Storm Sanders     | Jewgienija Rodina Yanina Wickmayer | Lizette Cabrera Alizé Cornet Kateryna Kozłowa Rebecca Peterson        |
| 38.     | 18 września | Korea Open Seul WTA International Series 250 000 $ – Twarda                             | Jeļena Ostapenko                           | 6:7(5), 6:1, 6:4    | Beatriz Haddad Maia                | Luksika Kumkhum Richèl Hogenkamp   | Verónica Cepede Royg Sorana Cîrstea Priscilla Hon Sara Sorribes Tormo |
| 38.     | 18 września | Korea Open Seul WTA International Series 250 000 $ – Twarda                             | Kiki Bertens Johanna Larsson               | 6:4, 6:1            | Luksika Kumkhum Peangtarn Plipuech | Luksika Kumkhum Richèl Hogenkamp   | Verónica Cepede Royg Sorana Cîrstea Priscilla Hon Sara Sorribes Tormo |
| 39.     | 25 września | Dongfeng Motor Wuhan Open Wuhan WTA Premier 5 2 666 000 $ – Twarda                      | Caroline Garcia                            | 7:6(3), 6:7(4), 6:2 | Ashleigh Barty                     | Jeļena Ostapenko Maria Sakari      | Alizé Cornet Jekatierina Makarowa Garbiñe Muguruza Karolína Plíšková  |
| 39.     | 25 września | Dongfeng Motor Wuhan Open Wuhan WTA Premier 5 2 666 000 $ – Twarda                      | Chan Yung-jan Martina Hingis               | 7:6(5), 3:6, 10–4   | Shūko Aoyama Yang Zhaoxuan         | Jeļena Ostapenko Maria Sakari      | Alizé Cornet Jekatierina Makarowa Garbiñe Muguruza Karolína Plíšková  |
| 39.     | 25 września | Tashkent Open Taszkent WTA International Series 250 000 $ – Twarda                      | Kateryna Bondarenko                        | 6:4, 6:4            | Tímea Babos                        | Aryna Sabalenka Wiera Zwonariowa   | Aleksandra Krunić Kateryna Kozłowa Kurumi Nara Stefanie Vögele        |
| 39.     | 25 września | Tashkent Open Taszkent WTA International Series 250 000 $ – Twarda                      | Tímea Babos Andrea Hlaváčková              | 7:5, 6:4            | Nao Hibino Oksana Kalasznikowa     | Aryna Sabalenka Wiera Zwonariowa   | Aleksandra Krunić Kateryna Kozłowa Kurumi Nara Stefanie Vögele        |

### Październik
| Tydzień | Data            | Turniej                                                                                       | Zwyciężczynie                    | Wynik             | Finalistki                        | Półfinalistki                          | Ćwierćfinalistki |
| ------- | --------------- | --------------------------------------------------------------------------------------------- | -------------------------------- | ----------------- | --------------------------------- | -------------------------------------- | --- |
| 40.     | 2 października  | China Open Pekin WTA Premier Mandatory 6 289 521 $ – Twarda                                   | Caroline Garcia                  | 6:4, 7:6(3)       | Simona Halep                      | Petra Kvitová Jeļena Ostapenko         | Sorana Cîrstea Darja Kasatkina Barbora Strýcová Elina Switolina                                                                                |
| 40.     | 2 października  | China Open Pekin WTA Premier Mandatory 6 289 521 $ – Twarda                                   | Chan Yung-jan Martina Hingis     | 6:1, 6:4          | Tímea Babos Andrea Hlaváčková     | Petra Kvitová Jeļena Ostapenko         | Sorana Cîrstea Darja Kasatkina Barbora Strýcová Elina Switolina                                                                                |
| 41.     | 9 października  | Prudential Hong Kong Tennis Open Hongkong WTA International Series 250 000 $ – Twarda         | Anastasija Pawluczenkowa         | 5:7, 6:3, 7:6(3)  | Darja Gawriłowa                   | Jennifer Brady Wang Qiang              | Lizette Cabrera Nicole Gibbs Naomi Ōsaka Samantha Stosur                                                                                       |
| 41.     | 9 października  | Prudential Hong Kong Tennis Open Hongkong WTA International Series 250 000 $ – Twarda         | Chan Hao-ching Chan Yung-jan     | 6:1, 6:1          | Lu Jiajing Wang Qiang             | Jennifer Brady Wang Qiang              | Lizette Cabrera Nicole Gibbs Naomi Ōsaka Samantha Stosur                                                                                       |
| 41.     | 9 października  | Upper Austria Ladies Linz Linz WTA International Series 250 000 $ – Twarda (hala)             | Barbora Strýcová                 | 6:4, 6:1          | Magdaléna Rybáriková              | Mihaela Buzărnescu Viktorija Golubic   | Belinda Bencic Sorana Cîrstea Johanna Larsson Tatjana Maria                                                                                    |
| 41.     | 9 października  | Upper Austria Ladies Linz Linz WTA International Series 250 000 $ – Twarda (hala)             | Kiki Bertens Johanna Larsson     | 3:6, 6:3, 10–4    | Nateła Dzałamidze Xenia Knoll     | Mihaela Buzărnescu Viktorija Golubic   | Belinda Bencic Sorana Cîrstea Johanna Larsson Tatjana Maria                                                                                    |
| 41.     | 9 października  | Tianjin Open Tiencin WTA International Series 500 000 $ – Twarda                              | Marija Szarapowa                 | 7:5, 7:6(8)       | Aryna Sabalenka                   | Sara Errani Peng Shuai                 | Zhu Lin Christina McHale Sara Sorribes Tormo Stefanie Vögele                                                                                   |
| 41.     | 9 października  | Tianjin Open Tiencin WTA International Series 500 000 $ – Twarda                              | Irina-Camelia Begu Sara Errani   | 6:4, 6:3          | Dalila Jakupović Nina Stojanović  | Sara Errani Peng Shuai                 | Zhu Lin Christina McHale Sara Sorribes Tormo Stefanie Vögele                                                                                   |
| 42.     | 16 października | Kremlin Cup Moskwa WTA Premier 790 208 $ – Twarda (hala)                                      | Julia Görges                     | 6:1, 6:2          | Darja Kasatkina                   | Irina-Camelia Begu Natalja Wichlancewa | Alizé Cornet Łesia Curenko Wiera Łapko Alaksandra Sasnowicz                                                                                    |
| 42.     | 16 października | Kremlin Cup Moskwa WTA Premier 790 208 $ – Twarda (hala)                                      | Tímea Babos Andrea Hlaváčková    | 6:2, 3:6, 10–3    | Nicole Melichar Anna Smith        | Irina-Camelia Begu Natalja Wichlancewa | Alizé Cornet Łesia Curenko Wiera Łapko Alaksandra Sasnowicz                                                                                    |
| 42.     | 16 października | BGL BNP Paribas Luxembourg Open Luksemburg WTA International Series 250 000 $ – Twarda (hala) | Carina Witthöft                  | 6:3, 7:5          | Mónica Puig                       | Elise Mertens Pauline Parmentier       | Kiki Bertens Naomi Broady Johanna Larsson Heather Watson                                                                                       |
| 42.     | 16 października | BGL BNP Paribas Luxembourg Open Luksemburg WTA International Series 250 000 $ – Twarda (hala) | Lesley Kerkhove Lidzija Marozawa | 6:7(4), 6:4, 10–6 | Eugenie Bouchard Kirsten Flipkens | Elise Mertens Pauline Parmentier       | Kiki Bertens Naomi Broady Johanna Larsson Heather Watson                                                                                       |
| 43.     | 23 października | BNP Paribas WTA Finals Singapur WTA Championships 7 000 000 $ – Twarda (hala)                 | Caroline Wozniacki               | 6:4, 6:4          | Venus Williams                    | Karolína Plíšková Caroline Garcia      | Elina Switolina Simona Halep Jeļena Ostapenko Garbiñe Muguruza                                                                                 |
| 43.     | 23 października | BNP Paribas WTA Finals Singapur WTA Championships 7 000 000 $ – Twarda (hala)                 | Tímea Babos Andrea Hlaváčková    | 4:6, 6:4, 10–5    | Kiki Bertens Johanna Larsson      | Karolína Plíšková Caroline Garcia      | Elina Switolina Simona Halep Jeļena Ostapenko Garbiñe Muguruza                                                                                 |
| 44.     | 30 października | WTA Elite Trophy Zhuhai WTA Championships 2 280 935 $ – Twarda                                | Julia Görges                     | 7:5, 6:1          | Coco Vandeweghe                   | Ashleigh Barty Anastasija Sevastova    | Kristina Mladenovic Magdaléna Rybáriková Jelena Wiesnina Peng Shuai Sloane Stephens Barbora Strýcová Anastasija Pawluczenkowa Angelique Kerber |
| 44.     | 30 października | WTA Elite Trophy Zhuhai WTA Championships 2 280 935 $ – Twarda                                | Duan Yingying Han Xinyun         | 6:2, 6:1          | Lu Jingjing Zhang Shuai           | Ashleigh Barty Anastasija Sevastova    | Kristina Mladenovic Magdaléna Rybáriková Jelena Wiesnina Peng Shuai Sloane Stephens Barbora Strýcová Anastasija Pawluczenkowa Angelique Kerber |

## Wielki Szlem
| Turniej         | Gra pojedyncza   | Gra podwójna                         | Gra mieszana                        |
| Australian Open | Serena Williams  | Bethanie Mattek-Sands Lucie Šafářová | Abigail Spears Juan Sebastián Cabal |
| French Open     | Jeļena Ostapenko | Bethanie Mattek-Sands Lucie Šafářová | Gabriela Dabrowski Rohan Bopanna    |
| Wimbledon       | Garbiñe Muguruza | Jekatierina Makarowa Jelena Wiesnina | Martina Hingis Jamie Murray         |
| US Open         | Sloane Stephens  | Chan Yung-jan Martina Hingis         | Martina Hingis Jamie Murray         |

## Wygrane turnieje

### Gra pojedyncza – klasyfikacja tenisistek
| Lp. | Wygrane | Tenisistka               | Państwo           |
| 1.  | 5       | Elina Switolina          | Ukraina           |
| 2.  | 3       | Anastasija Pawluczenkowa | Rosja             |
|     | 3       | Karolína Plíšková        | Czechy            |
| 4.  | 2       | Kiki Bertens             | Holandia          |
|     | 2       | Caroline Garcia          | Francja           |
|     | 2       | Julia Görges             | Niemcy            |
|     | 2       | Johanna Konta            | Wielka Brytania   |
|     | 2       | Garbiñe Muguruza         | Hiszpania         |
|     | 2       | Jeļena Ostapenko         | Łotwa             |
|     | 2       | Kateřina Siniaková       | Czechy            |
|     | 2       | Caroline Wozniacki       | Dania             |
| 12. | 1       | Tímea Babos              | Węgry             |
|     | 1       | Mona Barthel             | Niemcy            |
|     | 1       | Ashleigh Barty           | Australia         |
|     | 1       | Irina-Camelia Begu       | Rumunia           |
|     | 1       | Kateryna Bondarenko      | Ukraina           |
|     | 1       | Łesia Curenko            | Ukraina           |
|     | 1       | Lauren Davis             | Stany Zjednoczone |
|     | 1       | Zarina Dijas             | Kazachstan        |
|     | 1       | Darja Gawriłowa          | Australia         |
|     | 1       | Simona Halep             | Rumunia           |
|     | 1       | Darja Kasatkina          | Rosja             |
|     | 1       | Madison Keys             | Stany Zjednoczone |
|     | 1       | Anett Kontaveit          | Estonia           |
|     | 1       | Petra Kvitová            | Czechy            |
|     | 1       | Jekatierina Makarowa     | Rosja             |
|     | 1       | Elise Mertens            | Belgia            |
|     | 1       | Kristina Mladenovic      | Francja           |
|     | 1       | Peng Shuai               | Chiny             |
|     | 1       | Francesca Schiavone      | Włochy            |
|     | 1       | Anastasija Sevastova     | Łotwa             |
|     | 1       | Marija Szarapowa         | Rosja             |
|     | 1       | Laura Siegemund          | Niemcy            |
|     | 1       | Sloane Stephens          | Stany Zjednoczone |
|     | 1       | Samantha Stosur          | Australia         |
|     | 1       | Barbora Strýcová         | Czechy            |
|     | 1       | Alison Van Uytvanck      | Belgia            |
|     | 1       | Donna Vekić              | Chorwacja         |
|     | 1       | Markéta Vondroušová      | Czechy            |
|     | 1       | Serena Williams          | Stany Zjednoczone |
|     | 1       | Carina Witthöft          | Niemcy            |
|     | 1       | Zhang Shuai              | Chiny             |

### Gra pojedyncza – klasyfikacja państw
| Lp. | Państwo           | Wygrane |
| 1.  | Czechy            | 8       |
| 2.  | Rosja             | 7       |
|     | Ukraina           | 7       |
| 4.  | Niemcy            | 5       |
| 5.  | Stany Zjednoczone | 4       |
| 6.  | Australia         | 3       |
|     | Francja           | 3       |
|     | Łotwa             | 3       |
| 9.  | Belgia            | 2       |
|     | Chiny             | 2       |
|     | Dania             | 2       |
|     | Hiszpania         | 2       |
|     | Holandia          | 2       |
|     | Rumunia           | 2       |
|     | Wielka Brytania   | 2       |
| 16. | Chorwacja         | 1       |
|     | Estonia           | 1       |
|     | Kazachstan        | 1       |
|     | Węgry             | 1       |
|     | Włochy            | 1       |

### Gra podwójna – klasyfikacja tenisistek
| Lp. | Wygrane | Tenisistka                  | Państwo           |
| 1.  | 11      | Chan Yung-jan               | Chińskie Tajpej   |
| 2.  | 9       | Martina Hingis              | Szwajcaria        |
| 3.  | 6       | Tímea Babos                 | Węgry             |
|     | 6       | Andrea Hlaváčková           | Czechy            |
| 5.  | 4       | Kiki Bertens                | Holandia          |
|     | 4       | Johanna Larsson             | Szwecja           |
|     | 4       | Bethanie Mattek-Sands       | Stany Zjednoczone |
| 8.  | 3       | Ashleigh Barty              | Australia         |
|     | 3       | Casey Dellacqua             | Australia         |
|     | 3       | Jekatierina Makarowa        | Rosja             |
|     | 3       | Lucie Šafářová              | Czechy            |
|     | 3       | Jelena Wiesnina             | Rosja             |
| 13. | 2       | Shūko Aoyama                | Japonia           |
|     | 2       | Irina-Camelia Begu          | Rumunia           |
|     | 2       | Chan Hao-ching              | Chińskie Tajpej   |
|     | 2       | Gabriela Dabrowski          | Kanada            |
|     | 2       | Hsieh Su-wei                | Chińskie Tajpej   |
|     | 2       | Raluca Olaru                | Rumunia           |
|     | 2       | Jeļena Ostapenko            | Łotwa             |
|     | 2       | Alicja Rosolska             | Polska            |
|     | 2       | Abigail Spears              | Stany Zjednoczone |
|     | 2       | Xu Yifan                    | Chiny             |
| 23. | 1       | Monique Adamczak            | Australia         |
|     | 1       | Raquel Atawo                | Stany Zjednoczone |
|     | 1       | Dominika Cibulková          | Słowacja          |
|     | 1       | Duan Yingying               | Chiny             |
|     | 1       | Sara Errani                 | Włochy            |
|     | 1       | Kirsten Flipkens            | Belgia            |
|     | 1       | Anna-Lena Grönefeld         | Niemcy            |
|     | 1       | Beatriz Haddad Maia         | Brazylia          |
|     | 1       | Han Xinyun                  | Chiny             |
|     | 1       | Nao Hibino                  | Japonia           |
|     | 1       | Dalila Jakupović            | Słowenia          |
|     | 1       | Jiang Xinyu                 | Chiny             |
|     | 1       | Darija Jurak                | Chorwacja         |
|     | 1       | Oksana Kalasznikowa         | Gruzja            |
|     | 1       | Lesley Kerkhove             | Holandia          |
|     | 1       | Nadija Kiczenok             | Ukraina           |
|     | 1       | Andreja Klepač              | Słowenia          |
|     | 1       | Quirine Lemoine             | Holandia          |
|     | 1       | Lidzija Marozawa            | Białoruś          |
|     | 1       | María José Martínez Sánchez | Hiszpania         |
|     | 1       | Nicole Melichar             | Stany Zjednoczone |
|     | 1       | Elise Mertens               | Belgia            |
|     | 1       | Sania Mirza                 | Indie             |
|     | 1       | Monica Niculescu            | Rumunia           |
|     | 1       | Anastasija Pawluczenkowa    | Rosja             |
|     | 1       | Peng Shuai                  | Chiny             |
|     | 1       | Květa Peschke               | Czechy            |
|     | 1       | Nadia Podoroska             | Argentyna         |
|     | 1       | Anastasija Rodionowa        | Australia         |
|     | 1       | Arantxa Rus                 | Holandia          |
|     | 1       | Storm Sanders               | Australia         |
|     | 1       | Olha Sawczuk                | Ukraina           |
|     | 1       | Demi Schuurs                | Holandia          |
|     | 1       | Anna Smith                  | Wielka Brytania   |
|     | 1       | Katarina Srebotnik          | Słowenia          |
|     | 1       | Tang Qianhui                | Chiny             |
|     | 1       | Coco Vandeweghe             | Stany Zjednoczone |
|     | 1       | Renata Voráčová             | Czechy            |
|     | 1       | Yang Zhaoxuan               | Chiny             |

### Gra podwójna – klasyfikacja państw
| Lp. | Państwo           | Wygrane |
| 1.  | Chińskie Tajpej   | 15      |
| 2.  | Czechy            | 11      |
| 3.  | Australia         | 9       |
|     | Stany Zjednoczone | 9       |
|     | Szwajcaria        | 9       |
| 6.  | Chiny             | 8       |
|     | Holandia          | 8       |
| 8.  | Rosja             | 7       |
| 9.  | Węgry             | 6       |
| 10. | Rumunia           | 5       |
| 11. | Szwecja           | 4       |
| 12. | Japonia           | 3       |
|     | Słowenia          | 3       |
| 14. | Belgia            | 2       |
|     | Kanada            | 2       |
|     | Łotwa             | 2       |
|     | Polska            | 2       |
|     | Ukraina           | 2       |
| 19. | Argentyna         | 1       |
|     | Białoruś          | 1       |
|     | Brazylia          | 1       |
|     | Chorwacja         | 1       |
|     | Gruzja            | 1       |
|     | Hiszpania         | 1       |
|     | Indie             | 1       |
|     | Niemcy            | 1       |
|     | Słowacja          | 1       |
|     | Wielka Brytania   | 1       |
|     | Włochy            | 1       |

## Obronione tytuły
- Sania Mirza – Brisbane (debel)
- Chan Hao-ching – Tajpej (debel), Hongkong (debel)
- Chan Yung-jan – Tajpej (debel), Hongkong (debel)
- Simona Halep – Madryt (singel)
- Martina Hingis – Rzym (debel)
- Kiki Bertens – Norymberga (singel)
- Abigail Spears – Stanford (debel)
- Jekatierina Makarowa – Toronto (debel)
- Jelena Wiesnina – Toronto (debel)
- Shūko Aoyama – Tokio (debel)
- Andrea Hlaváčková – Québec (debel), Moskwa (debel)
- Caroline Wozniacki – Tokio (singel)
- Johanna Larsson – Seul (debel), Linz (debel)
- Kiki Bertens – Linz (debel)